# Digrammia subminiata
Digrammia subminiata là một loài bướm đêm trong họ Geometridae.